# Gilbert Bischoff
Gilbert Bischoff (* 29. September 1951 in Daillens) ist ein ehemaliger Schweizer Radrennfahrer und nationaler Meister im Radsport.

## Sportliche Laufbahn
Bischoff war Teilnehmer der Olympischen Sommerspiele 1972 in München. Im Mannschaftszeitfahren kam der Vierer aus der Schweiz mit Gilbert Bischoff, Bruno Hubschmid, Roland Schär und Ueli Sutter auf den 8. Platz.
1973 wurde er im Einzelzeitfahren um den Grand Prix de France Zweiter hinter Patrick Perret. 1975 konnte er das Rennen gewinnen. Das Amateurrennen des Grand Prix des Nations konnte er 1971, 1972 und 1973 für sich entscheiden. 1973 gewann er das Zeitfahren in der Vuelta al Táchira. 1975 siegte er in der Meisterschaft von Zürich im Amateurrennen.
Im Bahnradsport wurde er 1971 bis 1973 jeweils Vize-Meister in der Einerverfolgung.
1976 wurde er Berufsfahrer im Radsportteam Jobo-Wolber. Am Ende der Saison beendete er seine Laufbahn.